# (6241) Galante
(6241) Galante es un asteroide perteneciente al cinturón de asteroides, región del sistema solar que se encuentra entre las órbitas de Marte y Júpiter, más concretamente a la familia de Eos descubierto el 4 de octubre de 1989 por el equipo del Observatorio Astronómico de San Vittore desde el Observatorio Astronómico de San Vittore, Bolonia, Italia.

## Designación y nombre
Designado provisionalmente como 1989 TG. Fue nombrado Galante en homenaje a Maria Pia Galante, esposa de Ciro Vacchi, propietario y director de Observatorio Astronómico de San Vittore.

## Características orbitales
Galante está situado a una distancia media del Sol de 3,002 ua, pudiendo alejarse hasta 3,327 ua y acercarse hasta 2,678 ua. Su excentricidad es 0,108 y la inclinación orbital 9,137 grados. Emplea 1900,64 días en completar una órbita alrededor del Sol.

## Características físicas
La magnitud absoluta de Galante es 12,4. Tiene 12,116 km de diámetro y su albedo se estima en 0,109. 